# Rhacophorus hainanus
Rhacophorus hainanus es una especie de ranas endémica de China. Habita bosques templados.
Esta especie está en peligro de extinción por la pérdida de su hábitat natural.